# Nicollette Sheridan
Nicollette Sheridan (Worthing, 21 novembre 1963) è un'attrice ed ex modella britannica con cittadinanza statunitense, famosa al grande pubblico per aver interpretato Edie Britt nella serie televisiva statunitense Desperate Housewives dal 2004 al 2009, per la quale ha ricevuto una candidatura ai Golden Globe e ha vinto due Screen Actors Guild Awards. La Sheridan è anche apparsa nei film come Spia e lascia spiare.

## Biografia
All'età di 10 anni, con sua madre, si trasferì negli Stati Uniti dall'Inghilterra.
Nella sua carriera ha fatto parte del cast di alcune miniserie e film televisivi come L'asilo maledetto, Una madre coraggiosa, La scala a chiocciola, Dead Husbands e Una luna di miele tutta sua. Fu inoltre protagonista di un celebre spot Martini negli anni '80.
Nel cinema ha recitato in ruoli da protagonista nelle commedie Rumori fuori scena con Michael Caine e Carol Burnett, Spia e lascia spiare al fianco di Leslie Nielsen e in Mai dire ninja con Chris Farley e Chris Rock. Ha recitato anche nel cortometraggio cyberpunk XXIT.

## Vicende giudiziarie
È stata impegnata con la causa legale contro Marc Cherry, creatore della serie Desperate Housewives, colpevole di averla licenziata nella quinta stagione dopo le sue accuse di violenza fisica e psicologica. Il processo si è poi risolto a favore di Cherry, poiché le accuse della Sheridan erano infondate. Nell'ultimo episodio della serie, andato in onda nel maggio 2012, venivano mostrati tutti i personaggi che avevano perso la vita nel corso di tutte e otto le stagioni; la Sheridan si rifiutò di partecipare.

## Filmografia

### Cinema
- Sacco a pelo a tre piazze (The Sure Thing), regia di Rob Reiner (1985)
- Rumori fuori scena (Noises Off...), regia di Peter Bogdanovich (1992)
- Spia e lascia spiare (Spy Hard), regia di Rick Friedberg (1996)
- Mai dire ninja (Beverly Hills Ninja), regia di Dennis Dugan (1997)
- I Woke Up Early the Day I Died, regia di Aris Iliopulos (1998)
- Schegge di pazzia (Raw Nerve), regia di Avi Nesher (1999)
- Serialkiller.com (.com for Murder), regia di Nico Mastorakis (2002)
- Il tesoro perduto (Lost Treasure), regia di Jim Wynorski (2003)
- Nome in codice: Cleaner (Code Name: The Cleaner), regia di Les Mayfield (2007)
- XXIT, regia di Sam Nicholson (2011)
- Una bugia per amore (Jewtopia), regia di Bryan Fogel (2012)
- Let's Kill Ward's Wife, regia di Scott Foley (2014)

### Televisione
- Il profumo del successo (Paper Dolls) - serie TV, 13 episodi (1984)
- Scene of the Crime - serie TV, 1 episodio (1985)
- California (Knots Landing) - serie TV, 181 episodi (1986-1993)
- Agatha Christie: Caccia al delitto (Dead Man's Folly), regia di Clive Donner - film TV (1986)
- Dark Mansions, regia di Jerry London - film TV (1986)
- Alterazioni della realtà (Deceptions), regia di Ruben Preuss - film TV (1990)
- Lucky/Chances, regia di Buzz Kulik - miniserie TV (1990)
- Paradise - serie TV, 1 episodio (1991)
- Striptease killer (Somebody's Daughter), regia di Joseph Sargent - film TV (1992)
- Con la forza dell'amore (A Time to Heal), regia di Michael Toshiyuki Uno - film TV (1994)
- Un cuore diviso (Shadows of Desire), regia di Sam Pillsbury - film TV (1994)
- Contagio (Virus), regia di Armand Mastroianni - film TV (1995)
- L'asilo maledetto (Indictment: The McMartin Trial), regia di Mick Jackson - film TV (1995)
- Silver Strand, regia di George Miller - film TV (1995)
- Una madre coraggiosa (The People Next Door), regia di Tim Hunter - film TV (1996)
- Murder in My Mind, regia di Robert Iscove - film TV (1997)
- Knots Landing: Back to the Cul-de-Sac, regia di Bill Corcoran - miniserie TV (1997)
- Dead Husbands, regia di Paul Shapiro - film TV (1998)
- La scala a chiocciola (The Spiral Staircase), regia di James Head - film TV (2000)
- Avrò la mia vendetta (Haven't We Met Before?), regia di René Bonnière - film TV (2002)
- Tradimento nell'ombra/Tradimento mortale (Deadly Betrayal), regia di Jason Hreno - film TV (2003)
- Will & Grace - serie TV, 5X24 (2003)
- Becker - serie TV, episodio 7x09 (2003)
- La morte negli occhi (Deadly Visions), regia di Michael Scott - film TV (2004)
- Desperate Housewives - serie TV, 112 episodi (2004-2009)
- Lee Mathers, regia di Larry Charles - film TV (2010)
- Una luna di miele tutta sua... (Honeymoon for One), regia di Kevin Connor - film TV (2011)
- Quel bellissimo baby sitter (All Yours), regia di Monika Mitchell - Film TV (2016)
- Dynasty - serie TV (2018-2019)

### Doppiaggio
- La leggenda di Tarzan (The Legend of Tarzan) - serie TV, 26 episodi (2001)
- Tarzan & Jane, regia di Victor Cook e Steve Loter (2002)
- Static Shock - serie TV, 1 episodio (2003)
- The Karate Dog, regia di Bob Clark - film TV (2004)
- Fly Me to the Moon, regia di Ben Stassen (2008)
- Noah's Ark: The New Beginning, regia di Bill Boyce e John Stronach (2012)

## Doppiatrici italiane
Nelle versioni in italiano dei suoi film, Nicollette Sheridan è stata doppiata da:
- Emanuela Rossi in Mai dire ninja, Alterazioni della realtà, Tradimento nell'ombra/Tradimento mortale
- Claudia Razzi in Desperate Housewives, Una luna di miele tutta sua..., Dynasty
- Alessandra Korompay in Il profumo del successo, La morte negli occhi
- Ilaria Stagni in Rumori fuori scena
- Silvia Pepitoni in Spia e lascia spiare
- Antonella Giannini in Serialkiller.com
- Gabriella Borri in Nome in codice: Cleaner
- Loredana Nicosia in California
- Roberta Pellini in Un cuore diviso
- Laura Romano in La scala a chiocciola
- Germana Pasquero in Avrò la mia vendetta